# Municipio de Irvington (Illinois)
El municipio de Irvington (en inglés: Irvington Township) es un municipio ubicado en el condado de Washington en el estado estadounidense de Illinois. En el año 2010 tenía una población de 1285 habitantes y una densidad poblacional de 10,22 personas por km².

## Geografía
El municipio de Irvington se encuentra ubicado en las coordenadas 38°27′3″N 89°11′58″O / 38.45083, -89.19944. Según la Oficina del Censo de los Estados Unidos, el municipio tiene una superficie total de 125.76 km², de la cual 125,47 km² corresponden a tierra firme y (0,23 %) 0,3 km² es agua.

## Demografía
Según el censo de 2010, había 1285 personas residiendo en el municipio de Irvington. La densidad de población era de 10,22 hab./km². De los 1285 habitantes, el municipio de Irvington estaba compuesto por el 95,95 % blancos, el 1,63 % eran afroamericanos, el 0,47 % eran asiáticos, el 0,78 % eran de otras razas y el 1,17 % eran de una mezcla de razas. Del total de la población el 1,48 % eran hispanos o latinos de cualquier raza.